# 방송 편성
방송 편성(放送編成) 또는 브로드캐스트 프로그래밍(broadcast programming)은 날마다, 주마다, 월마다, 분기마다, 시즌마다 정해진 일정에 의거하여 인터넷, 텔레비전, 라디오 등의 방송 미디어 프로그램을 배치하고 순서를 정하는 일이다.
현대의 방송사들은 방송 자동화를 사용하여 정기적으로 새로운 쇼를 위한 시청자를 구성하고, 시청률을 유지하고 다른 방송사의 프로그램과 경쟁하기 위해 자신들의 프로그램의 스케줄링을 변경한다. 영국에서는 이를 TV 리스팅(TV listing)이라고 부른다.
이렇게 좁은 의미로는 이미 제작된 프로그램의 배열이지만 최근 프로그램의 기획•제작•유통까지를 모두 포함하는 넓은 의미로 확대됐다.
방송 스케줄링 전략은 방영 프로그램의 시청률을 가능한 많이 높이고 유지하기 위해 수행된다. 프로그램의 시청률이 가장 높은 시간대가 광고의 효율성이 가장 높은데 이를 광고사에게 전달하고 프로그램을 시청자에게 방영하게 된다. 디지털 기반의 방송 편성 매커니즘은 전자 프로그램 안내(EPG)라 부른다.

## 역사
스케줄링되는 방송의 시작은 1936년에 이루어졌으며 이러한 편성은 처음에는 저녁에 수시간 동안만 이루어졌고 이 시간은 현재 황금시간대라고 부른다. 시간이 지남에 따라 방송은 낮에, 또 밤 늦게, 그리고 주말에 방영되기 시작했다. 방송 시간이 증가하면서 새로운 소재에 대한 수요 또한 증가하였다. 스포츠 방송을 제외하고 버라이어티 프로그램들이 황금시간대에 더욱 더 중요하게 되었다.

## 편성 원칙
편성목표를 수행하기 위한 다섯 가지 편성원칙을 제시했다.

첫째, 시청자 생활습관과의 프로그램 배치는 시청자의 생활주기와 일치해야 한다. 대다수 사람의 일과인 기상시간, 식사시간, 출/퇴근시간, 저녁 휴식시간 등에 맞추는 것이 좋다. 편성 담당자는 시청자의 라이프스타일에 항상 주목해야 한다.
둘째, 시청 습관은 형성하지만, 편성에서는 시청자가 시청습관을 형성할 수 있도록 세부 전략을 수립하는 일이 중요하다. 시청습관 형성에는 월요일부터 금요일까지 매일 같은 시간대에 배치하는 줄띠 편성의 형태가 가장 효과적이다. 목표 시청자가 규칙적으로 TV를 보게 만들어 시청습관이 형성되면 고정 시청층을 확보할 수 있다. 매일 저녁 8시 뉴스, 밤 10시 드라마 편성을 예로 들 수 있다. 
셋째, 수용자의 흐름 통제에 기존 시청자를 자사 채널에 고정하기 위해서 경쟁 방송국으로의 유출을 최소화하거나 타사 채널 시청자를 최대로 유입하려는 전략이다.
넷째, 자원의 효율적 활용하여, 제한된 자원을 잘 보존, 활용하여 방송사 경비를 절감할 수 있도록 편성하는 전략이다. 그 예로 휴가철 심야시간대엔 실내 TV 시청이 줄어들기 때문에 새 프로그램을 만들기보단 과거 인기 드라마를 재편성하는 것을 들 수 있다.
다섯째, 대중 소구력 개발은 방송매체는 대중 시청자의 감성을 자극하고 관심을 끄는 특성과 함께 특화된 시청층의 취향과 요구에 부응하여 소구하는 협송(narrowcasting)매체의 특성이 공존한다. 따라서 다양한 시청자를 세분화하여 시청자 감성에 다가가고 요구에 부흥할 수 있는 대중 소구력을 개발해야 한다.

## 편성 과정

### 편성 유형별 특성
| 편성 유형 | 결정 내용                                                                       | 영향요인                                                                                     |
| --------- | ------------------------------------------------------------------------------- | -------------------------------------------------------------------------------------------- |
| 연간편성  | - 편성의 기본 정책 및 방향 수립 - 연간 특집 프로그램 이벤트                     | - 경영목표, 방송 기본 방침 - 언론철학, 사회관, 방송윤리 - 시청자 피드백 - 조직 능력과 특수성 |
| 계간편성  | - 프로그램 기획 - 제작 여부 - 프로그램 조성비율 - 프로그램 시간대               | - 편성정책 - 시청률 등 조사자료 - 채널 이미지 - 예산, 제작조건                               |
| 주간편성  | - 프로그램 시간대, 방영량 결정 - 프로그램 기획, 제작(VCR실, 스튜디오 사용 결정) | - 수지분석 - 프로그램 판매분석                                                               |
| 일간편성  | - 프로그램 송출, 운행 - 생방송 여부 결정                                        | - 생방송 중계 여부 - 돌출사고, 분석                                                          |

### 편성에 영향을 미치는 요인
먼저 편성 결정 과정에 영향을 미치는데 가장 기본적인 법•제도 요인이다. 방송사는 편성 시 사회의 법적 통제, 문화 및 전통요소를 고려해야 한다. 특별히 방송법에 명시돼 있는 편성 비율을 준수해야 한다. 다음은 산업•경제적 요인이다. 방송산업의 외부경제적 환경, 즉 광고비 규모나 방송체계 등을 고려해야 한다. 세 번째는 방송사 조직 요인이다. 방송사 시설, 예산, 인적 조건 등 제작조건을 충족해야 한다. 또한 사회 가치나 문화적 정서를 반영하는 사회문화적 요인도 고려돼야 한다. 마지막으로 프로그램 편성에서 최우선으로 고려되는 수용자 요인이다. 시청자와 청취자의 연령, 직업, 취미, 기호, 경제상태 등을 파악해야 한다. 최근엔 시공간 시청제약이 해소되면서 수용자의 자율성이 높아졌다. 그리하여 TV 스크린, 컴퓨터/노트북/스마트미디어 스크린 등으로 구분해 각각의 주시청자층을 고려하는 추세다.

## 편성 전략
| 대한민국의 지상파 방송사 시간별 급수 비교 표       | 대한민국의 지상파 방송사 시간별 급수 비교 표 | 대한민국의 지상파 방송사 시간별 급수 비교 표 | 대한민국의 지상파 방송사 시간별 급수 비교 표 |
| 구분                                               | 평일                                         | 토요일                                       | 일요일                                       |
| -------------------------------------------------- | -------------------------------------------- | -------------------------------------------- | -------------------------------------------- |
| SA                                                 | 20:00 ~ 24:00                                | 19:00 ~ 23:30                                | 18:00 ~ 23:30                                |
| A                                                  | 08:30 ~ 09:30 19:00 ~ 20:00                  | 08:30 ~ 09:30 17:00 ~ 19:00 23:30 ~ 24:00    | 08:30 ~ 18:00 23:30 ~ 24:00                  |
| B                                                  | 08:30 ~ 09:30 19:00 ~ 20:00                  | 08:30 ~ 09:30 17:00 ~ 19:00 23:30 ~ 24:00    | 08:30 ~ 18:00 23:30 ~ 24:00                  |
| C                                                  | 12:00 ~ 18:00 24:00 ~ 07:00                  | 24:00 ~ 07:00                                | 24:30 ~ 07:00                                |
| 대한민국의 종합편성채널 방송사 시간별 급수 비교 표 |                                              |                                              |                                              |
| 구분                                               | 평일                                         | 토요일                                       | 일요일                                       |
| SA                                                 | 20:00 ~ 24:00                                | 20:00 ~ 24:00                                | 20:00 ~ 24:00                                |
| A                                                  | 11:00 ~ 20:00 24:00 ~ 02:00                  | 10:00 ~ 20:00 24:00 ~ 02:00                  | 10:00 ~ 20:00 24:00 ~ 02:00                  |
| B                                                  | 07:00 ~ 11:00                                | 07:00 ~ 10:00                                | 07:00 ~ 10:00                                |
| C                                                  | 02:00 ~ 07:00                                | 02:00 ~ 07:00                                | 02:00 ~ 07:00                                |

### 프로그램 배치전략
- 블록 프로그래밍
- 크로스프로그래밍
- 카운트프로그래밍
- 데이파팅

### 새롭게 등장한 편성전략
대표적으로 유선방송채널과 종합편성채널이 꽉 잡고 있던 금요일과 토요일 심야 시간대의 시청자를 확보하기 위한 지상파방송사(KBS, MBC)의 편성전략이 있다.
먼저 KBS 드라마본부는 2015년에 예능국표 금토드라마 <프로듀사>를 내놓았다. 배우 김수현, 차태현, 공효진, 가수 겸 배우 아이유 등 내로라하는 스타들을 라인업으로 세웠다. <프로듀사>의 가장 큰 특징은 드라마국이 아닌 예능국에서 만든 드라마라는 점이다. 또한, MBC 예능본부는 2015년에 인터넷방송을 TV 포맷으로 바꾼 <마이 리틀 텔레비전>을 선보여 뜨거운 화제를 모았다. 각 분야 유명인이 하는 1인 생방송의 모습을 또다시 방송으로 내보내는 포맷이 신선했다. 여기에 이들이 네티존과 다양한 방식으로 교감하는 순간이 웃음 포인트로 작용했다.또한 올해 드라마 '언니는 살아있다'는 토요일 2회 연속 편성 전략으로 최고 시청률 24%를 달성하며 큰 인기를 끌었다.
엔터테인먼트 채널 tvN은 '응답하라 1994', '응급남녀', '미생'등으로 금토드라마 편성에 성공한데 이어 올해 수목드라마와 토일드라마 변경을 시도하며 첫 드라마로 '비밀의 숲'을 방영했다. 보다 넓은 시청층 확보와 본방송 편성에 집중하겠다는 전략이었다.JTBC는 시청자들의 반응을 기반으로 핵심 시간대를 더욱 강화하고 취약 시간대를 보완하기 위해 대대적인 편성변화를 결정했다. 안정적인 지지층을 확보한 '뉴스룸'은 오후 7시 40분에 방영됐던 주말 뉴스룸 시간을 평일 뉴스룸 시간대인 오후 8시로 모두 통일했다. 주말의 보도역량을 강화하겠다는 방침이었다.

## 같이 보기
- 종합편성
- 전자 매체
- TV 가이드
- 황금시간대